# Vladyslav Ukraïnec'
Vladyslav Petrovyč Ukraïnec' (in ucraino Владислав Петрович Українець?; Chmil'nyk, 5 dicembre 1999 – Oblast' di Cherson, 24 febbraio 2022) è stato un militare ucraino. Tenente delle Forze armate dell'Ucraina, è morto sacrificandosi per abbattere il ponte di Antonov nell'oblast di Cherson e rallentare l'avanzata dell'esercito russo nell'ambito dell'Invasione dell'Ucraina.
Con un decreto del Presidente Volodymyr Zelens'kyj, è stato premiato come Eroe dell'Ucraina.